# 2008 en Colombie-Britannique
Chronologie de la Colombie-Britannique
- 2004
- 2005
- 2006
- 2007
- 2008
- 2009
- 2010
- 2011
- 2012

Cette page concerne des événements qui se sont produits durant l'année 2008 dans la province canadienne de Colombie-Britannique.

## Politique
- Premier ministre : Gordon Campbell
- Chef de l'Opposition : Carole James du Nouveau Parti démocratique de la Colombie-Britannique
- Lieutenant-gouverneur : Steven Point
- Législature :

## Événements
- Mise en service 

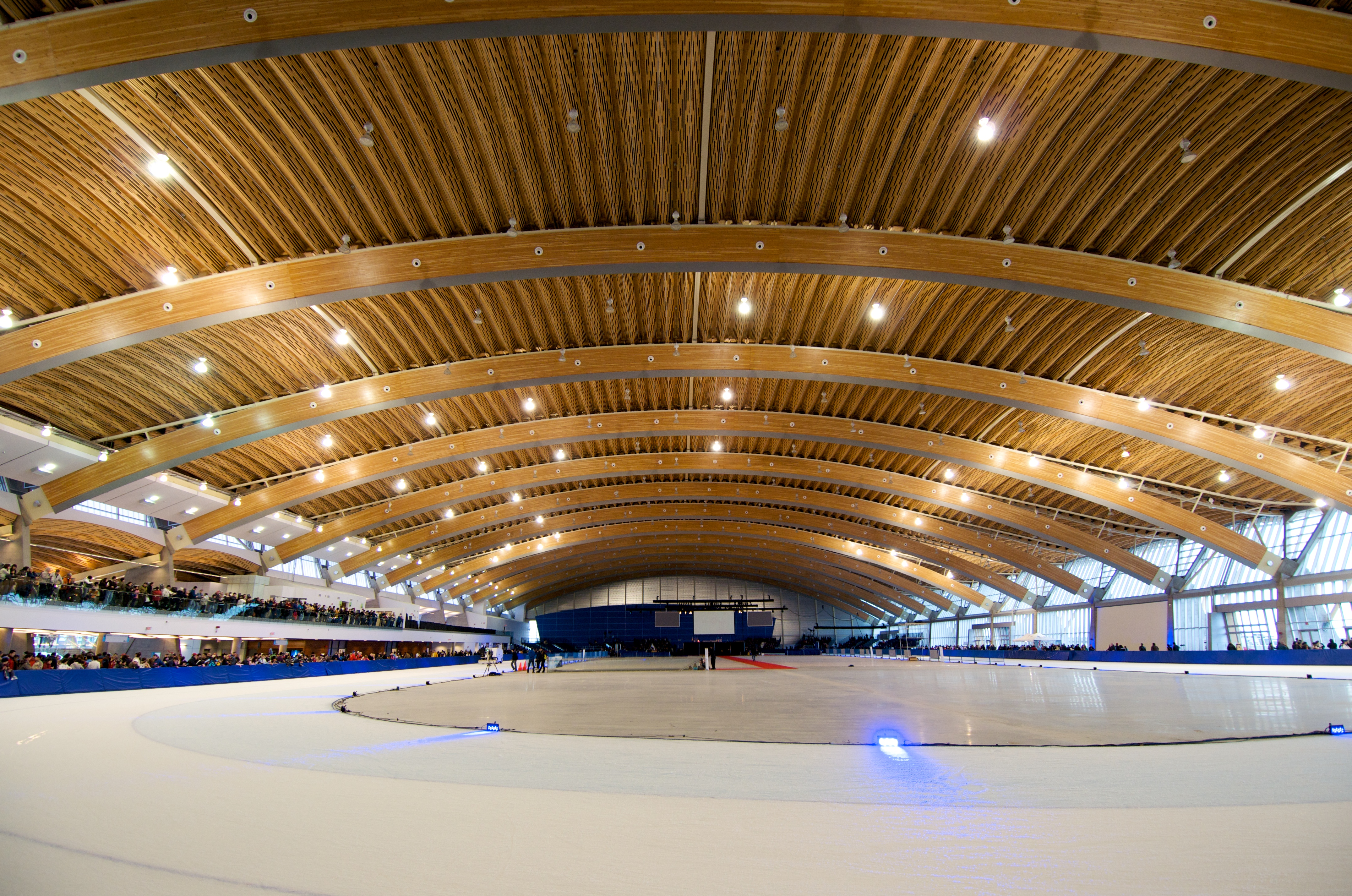
Richmond Olympic Oval.

  - à Kelowna du William R. Bennett Bridge  , pont routier remplaçant le Kelowna Floating Bridge construit en 1958 et démoli[1].
  - à Port Coquitlam du  Coast Meridian Overpass , pont haubané en semi-harpe de 580 mètres de longueur[2].

- 12 décembre : inauguration du Richmond Olympic Oval, patinoire construite en vue des  Jeux olympiques d'hiver de 2010, à Richmond[3].

- 25 décembre 2008 : un tremblement de terre d'une magnitude de 5,9 sur l'échelle de Richter s'est produit au large de la province de Colombie-Britannique, sans faire de dégâts ni de victimes. L'épicentre de la secousse s'est situé à 150 km des côtes.